# Bill Black
William Patton "Bill" Black, Jr. (Memphis, Tennessee, 17 september 1926 – aldaar, 21 oktober 1965) was een Amerikaans muzikant. Hij staat bekend als de contrabassist van Elvis Presley en als lid van The Bill Black Combo.

## Biografie

### Jeugd
Bill Black werd geboren in Memphis en was een van de negen kinderen van de familie Black. Blacks eerste instrument en aanraking met muziek was het door zijn vader gemaakte instrument: een sigarendoos met een aangenaaid bord en vastgemaakte snaren. Blacks vader speelde mee op banjo en viool.
Op 16-jarige leeftijd trad Black op een lokale cafés en clubs. Black bespeelde de akoestische gitaar. Hij omschreef zijn muziek als honky tonk-muziek, dansbare pop, country-standards en jump-blues. Begin jaren vijftig diende Black de landmacht van de Verenigde Staten.

### The Blue Moon Boys
In juli 1954 vond muziekproducent Sam Phillips, van Sun Records, een jongeman, genaamd Elvis Presley en gitarist Scotty Moore. Moore had Black gebeld om hen muzikaal te ondersteunen. Het trio The Blue Moon Boys was een feit. Het trio brak door met hun singlehit "Thats all right (mama)", origineel van Arthur Crudup. Op de B-kant van de single stond het nummer Blue Moon of Kentucky, origineel van Bill Monroe. Het idee om dit nummer te coveren kwam van Black. De uitgegeven singles, gedraaid op de radio, zorgde voor bekendheid en optredens. Tijdens optredens in de eerste jaren hield Black de sfeer erin met humor en enthousiasme, wat duidelijk te horen is op de enkele bewaard gebleven opnamen.
In 1955 sloten Black, Presley en Moore een nieuw platencontract bij RCA Records af. Hoewel Black en Moore nog steeds meespeelden op de nummers, werden ze niet meer op de platenlabel vermeld, behalve bij de herdruk van "Mystery Train" en "I Forgot to Remember to Forget" (daarop stond:Elvis Presley - with Scotty and Bill). Black bleef meespelen op contrabas, waaronder op de bekende nummers "Good Rockin' Tonight", "Heartbreak Hotel", "Baby Let's Play House", "Mystery Train" en "Hound Dog". In 1955 voegde drummer D.J. Fontana zich bij de band.

In het nummer "Jailhouse Rock" speelde Black de Fender Precision Bass. Black was daarmee een van de eerste Fender Precision Bass-spelers en wordt daarmee door velen gezien als degene die de Fender Precision Bass introduceerde.
In 1957 verlieten Black en Moore Presley als leden van The Blue Moon Boys. Vanaf dat moment namen ze deel aan Elvis' opnamesessies als ingehuurde sessiemuzikanten. De oorzaak van de split was gelegen in het feit dat Elvis in enkele jaren multimiljonair was geworden en zij nog steeds voor een habbekrats hun diensten verleenden.

### The Bill Black Combo
Bill Black verliet Presley en voegde zich bij een instrumentale band uit Memphis, dat later de naam Bill Black's Combo ook wel The Bill Black Combo kreeg. Hetzelfde jaar, in december, gaven ze hun eerste single uit: "Smokie". Het werd uitgegeven door Hi Records. De band bleef nummers uitgeven, waaronder "Smokie, Part 2", "Josephine, "Blue Tango, "White Silver Sands", "Don't Be Cruel" en "Hearts of Stone". In totaal wist het combo acht nummers in de Top 40 te schoppen tussen 1959 en 1962.
Het combo verscheen in de film The Teenage Millionaire, uit 1961. Ook waren ze te zien in de Ed Sullivan-Show en werden uitverkozen tot nummer-1 instrumentale band uit 1961. In 1962 begon Black zijn eigen opnamestudio, genaamd Lyn Lou Studio, vernoemd naar zijn zoon en dochter.
The Bill Black Combo heeft ook thema-albums uitgegeven: "Bill Black's Combo Plays Tunes by Chuck Berry", "Bill Black's Combo Goes Big Band", "Bill Black's Combo Goes West" en "Bill Black's Combo Plays the Blues".
Het hoogtepunt van de band was toen ze in 1964 de openingsact van de Beatles-tour waren. Black kon echter niet meedoen, hij was niet fit genoeg vanwege zijn hersentumor.

### Ziekte en overlijden
Nadat in 1963 een hersentumor werd geconstateerd bij Black, was hij al snel niet meer in staat op te treden. Na twee operaties en een lang ziekenhuisverblijf overleed hij op 21 oktober 1965. Black werd slechts 39 jaar oud, hij werd begraven op de begraafplaats Forest Hill Cemetery in Memphis, Tennessee, waar ook Presley en diens moeder Gladys in eerste instantie begraven lagen (deze graven werden later verplaatst naar Graceland). Presley was overigens niet aanwezig op de begrafenis van Bill Black, omdat hij bang was dat dan te veel de aandacht naar hem zou gaan in plaats van Bill Black. Wel heeft hij de familie van Black ondersteund door alle kosten van de begrafenis op zich te nemen.
In april 2009 werd Bill Black opgenomen in de Rock and Roll Hall of Fame.